# Deception (série de televisão)
Deception é uma série de televisão americana de drama criminal criada por Chris Fedak para a ABC, estreou em 11 de março de 2018.
A série é estrelada por Jack Cutmore-Scott como Cameron Black, um mago superstar que se junta ao FBI como um ilusionista consultor para ajudá-los a resolver crimes depois que sua carreira é arruinada por um escândalo. Ilfenesh Hadera, Lenora Crichlow, Justin Chon, Laila Robins, Amaury Nolasco e Vinnie Jones também estrelam o show. Em setembro de 2016, a série recebeu um compromisso de produção piloto na ABC e recebeu um pedido-piloto em janeiro de 2017. O elenco foi anunciado no início de 2017 e as filmagens do piloto começaram em Nova York em março de 2017. A série foi oficialmente encomendada pela ABC em maio de 2017. Em 11 de maio de 2018, a ABC cancelou o show após uma temporada.

## Enredo
Depois que sua carreira como mágico é arruinada por um escândalo, o ilusionista de Las Vegas, Cameron Black, se torna o primeiro "consultor ilusionista" do mundo enquanto trabalha com o FBI para resolver crimes estranhos.

## Elenco

### Principal
- Jack Cutmore-Scott como Cameron Black e Jonathan Black
  - Danny Corbo como jovem Cameron Black
  - Sonny Corbo como jovem Jonathan Black
- Ilfenesh Hadera como Kay Daniels
- Lenora Crichlow como Dina Clark
- Justin Chon como Jordan Kwon
- Laila Robins como Deakins
- Amaury Nolasco como Mike Alvarez
- Vinnie Jones como Gunter Gastafsen

### Recorrente
- Stephanie Corneliussen como a mulher misteriosa
- Naren Weiss como Dekker
- Evan Parke como Winslow
- Billy Zane como Switch
- Tanc Sade como Lance Bauer

### Convidado
- Brett Dalton como Isaac Walker
- Brandon Wiliams como Sebastian Black
- Mario Van Peebles como Bruce Conners